# Українські танці (альбом)
Українські танці. Частина 1 — студійний альбом українського етно-колективу Божичі.

## Перелік пісень
1. Орлиця (4:33)
2. Нареченька (3:06)
3. Полька 'Кокетка' (київська Ойра) (3:58)
4. Коробочка (3:32)
5. Гречаники (3:38)
6. Карапет (4:56)
7. Падеспанець (4:04)
8. Молодичка (2:30)
9. Полька '23' (двооборотна) (3:28)
10. Яків (3:19)
11. І шумить, і гуде (3:00)
12. Жеревська полька (2:59)
13. Картошка (3:37)
14. Місяць (3:37)